# Agapit (Borzakovskij)
Agapit (světským jménem: Alexandr Kornilovič Borzakovskij; 1860, Ostapka – 28. listopadu 1937, Pavlodar) byl ukrajinský duchovní Ruské pravoslavné církve, arcibiskup novotorožský a vikární biskup kalininský.

## Život
Narodil se roku 1860 ve vesnici Ostapka v Poltavské gubernii jako syn kněze.
Studoval na lékařské fakultě Imperiální Moskevské univerzity. Poté byl lékařem v Muromském újezdu.
Roku 1909 vstoupil do monastýru svatého Onufria v Jabłeczné, kde byl roku 1909 postřižen na monacha a přijal mnišské jméno Agapit. Stejného roku byl rukopoložen na hierodiakona a jeromonacha.
V letech 1914–1917 byl vojenským kaplanem na Severní frontě poblíž Rigy.
Roku 1918 se stal představeným Nikolo-Odrinského monastýru orelské eparchie.
Dne 12. prosince 1921 byl proběhla jeho biskupská chirotonie na biskupa karačevského a vikáře orelské eparchie.
Byl také dočasným správcem dmitrovského vikariátu moskevské eparchie.
Dne 15. listopadu 1923 dočasně spravoval brjanskou eparchii a 25. května 1924 byl ustanoven biskupem brjanským.
V letech 1924–1926 byl v exilu ve Tverské gubernii a od roku 1927 žil v Brjansku.
V červenci 1929 byl zatčen za aktivní činnost v kontrarevoluční církevně-sektářské organizaci.
Dne 21. prosince 1929 odjel do Orelu.
Dne 4. června 1930 se stal biskupem starodubským.
Dne 5. srpna 1930 byl ve Starodubu zatčen. Dne 15. prosince 1930 byl Trojkou OGPU Západní oblasti obviněn za protisovětskou činnost a odsouzen na 10 let v pracovním táboře. Trest vykonával v Komiské autonomní sovětské socialistické republice.
Dne 22. listopadu 1933 byl předčasně propuštěn a stal se biskup novotorožským a vikářem kalininské eparchie.
Roku 1934 byl povýšen na arcibiskupa.
Dne 27. srpna 1936 byl zatčen a obviněn z činnosti v kontrarevoluční skupině. Byl odsouzen k pěti letům vyhnanství v Kazachstánu.
Dne 18. října 1937 byl zatčen na stanici Šarbakty Vychodokazachstánské oblasti. Obvinění z kontrarevoluční činnosti přiznal.
Dne 25. listopadu 1937 byl Trojkou NKVD Vychodokazachstánské oblasti odsouzen k trestu smrti. Trest byl vykonán 28. listopadu 1937 ve dvě hodiny ráno.
Dne 5. července 1989 byl rehabilitován Prokuraturou Brjanské oblasti za rok 1930 a 14. dubna 1989 Prokuraturou Pavlodarské oblasti za rok 1937.